# Fumane
Fumane är en ort och kommun i provinsen Verona i regionen Veneto i Italien. Kommunen hade 4 142 invånare (2018).